# Philogenia compressa
Philogenia compressa är en trollsländeart som beskrevs av Sidney Warren Dunkle 1990. Philogenia compressa ingår i släktet Philogenia och familjen Megapodagrionidae. Inga underarter finns listade i Catalogue of Life.